# NGC 1356
NGC 1356 је спирална галаксија у сазвежђу Часовник која се налази на NGC листи објеката дубоког неба.
Деклинација објекта је - 50° 18' 33" а ректасцензија 3h 30m 40,7s. Привидна величина (магнитуда) објекта NGC 1356 износи 13,0 а фотографска магнитуда 13,8. NGC 1356 је још познат и под ознакама ESO 200-31, AM 0329-502, IRAS 03291-5028, PGC 13035.